# 君を離さない (KATSUMIの曲)
「君を離さない」（きみをはなさない）は、KATSUMIの10枚目のシングル。

## 解説
10作目でKATSUMI初となるバラード楽曲による表題曲となっている。

## 収録曲
全作詞：渡辺克巳／作曲：石川洋／ 編曲：武部聡志
1. 君を離さない
第12回アジア競技大会・広島 1994イメージソング
2. Try-君がいるから（Version of '93）
第12回アジア競技大会・広島 1994イメージソング
1stベスト・アルバム『LINKAGE』収録曲のリミックスバージョン。
3. 君を離さない （Original-Karaoke）